# US San Raffaele Basket Rome
L'US San Raffaele Basket Rome est un club italien féminin de basket-ball appartenant à la LegA Basket Femminile, soit le plus haut niveau du championnat italien. Le club est basé dans la ville de Rome

## Entraîneurs successifs
- Depuis ? : Amedeo D'Antoni